# هاميلتون نيكولز
هاميلتون نيكولز (بالإنجليزية: Hamilton Nichols)‏ هو لاعب كرة قدم أمريكية أمريكي، ولد في 18 أكتوبر 1924 في هيوستن في الولايات المتحدة، وتوفي بنفس المكان في 6 يوليو 2013.

## وصلات خارجية
- هاميلتون نيكولز على موقع مرجع كرة القدم المحترفة.كوم (الإنجليزية)